# Giochi della XIV Olimpiade
I Giochi della XIV Olimpiade (in inglese Games of the XIV Olympiad), noti anche come Londra 1948, si svolsero a Londra, capitale del Regno Unito, dal 29 luglio al 14 agosto 1948.
Essi furono i primi giochi olimpici a essere disputati dopo una sosta durata 12 anni a causa della seconda guerra mondiale: i Giochi della XII Olimpiade, inizialmente assegnati a Tokyo e poi riassegnati a Helsinki, e i Giochi della XIII Olimpiade, assegnati alla stessa Londra, erano stati cancellati.
Londra tornò a organizzare le Olimpiadi quarant'anni dopo i Giochi del 1908, diventando la seconda città dopo Parigi a ospitare due edizioni dei Giochi.

## Assegnazione
Il Comitato Olimpico Internazionale (CIO), dopo i Giochi di Berlino 1936 e il secondo conflitto mondiale che aveva costretto alla cancellazione delle Olimpiadi del 1940 e del 1944, era andata incontro ad alcuni cambiamenti: il 2 settembre 1937 era deceduto il barone Pierre de Coubertin, il fondatore dei Giochi olimpici moderni, mentre il 6 gennaio 1942 era morto di infarto il suo successore, il conte Henri de Baillet-Latour. Di conseguenza, Sigfrid Edström, già vice presidente, venne nominato reggente del CIO fino al momento in cui sarebbe stato possibile organizzare nuove elezioni. Nonostante le devastazioni della guerra non avessero risparmiato stadi e palestre e la carneficina bellica fosse costata la vita a milioni di persone, il movimento olimpico si attivò sin dal giugno 1945, a ostilità terminate in Europa, per valutare la possibilità di organizzare i Giochi olimpici estivi e invernali del 1948.
Nell'agosto 1945, Edström, il suo vice Avery Brundage e lord Aberdare si incontrarono a Londra per discutere sulle possibili candidate a ospitare i Giochi del 1948.
Per i Giochi estivi furono proposte sette città: Atene, Baltimora, Losanna, Filadelfia, Los Angeles, Minneapolis e Londra. Questa lista venne poi inviata a tutti i membri del CIO.
Visto che i Giochi del 1944, poi cancellati, erano stati assegnati a Londra, Lord Burghley, direttore del comitato olimpico britannico, si recò a Stoccolma da Edström a perorare la causa londinese. Venne così istituito un comitato che avrebbe valutato la possibilità che Londra potesse ospitare un tale evento, e dopo una serie di incontri venne formulato l'invito al sindaco della capitale britannica di presentare una candidatura ufficiale. Nel corso della sessione del CIO tenutasi a Losanna nel marzo 1946, nella quale Edström venne eletto presidente, i Giochi della XIV Olimpiade vennero ufficialmente assegnati a Londra.
La scelta della capitale britannica aveva anche un significato simbolico rispetto alle Olimpiadi di Berlino del 1936. Il Regno Unito era stato strenuo avversario della Germania nazista nel corso della guerra e Londra era stata pesantemente colpita dai bombardamenti tedeschi, quindi se nei Giochi berlinesi era stata ostentata la capacità organizzativa, economica e militare del regime nazista, i Giochi londinesi avrebbero segnato una discontinuità, esaltando i valori olimpici in un Paese democratico.

## Sviluppo e preparazione

### Organizzazione

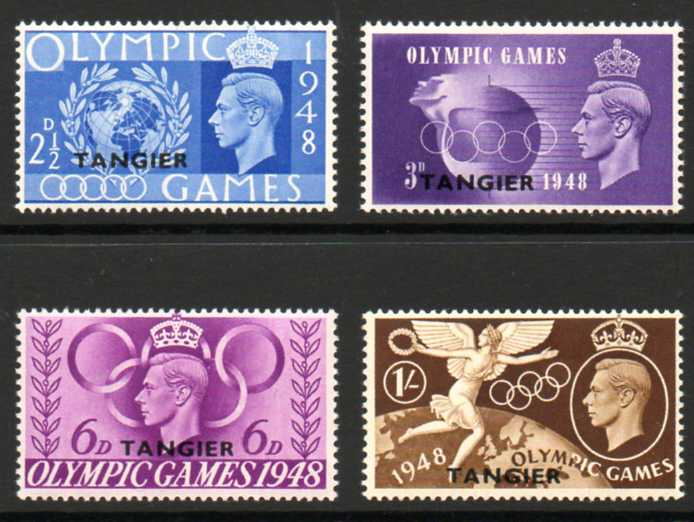
Francobolli inglesi emessi durante l'Olimpiade del 1948

Il comitato organizzatore dei Giochi olimpici venne costituito il 14 marzo 1946 e Lord Burghley venne nominato direttore del comitato. Gli organizzatori dovettero affrontare non poche difficoltà nella preparazione dei Giochi, poiché il Regno Unito usciva dalla guerra da vincitore, ma in condizioni economiche molto difficili. Il governo laburista, presieduto dal primo ministro Clement Attlee, aveva come priorità la ricostruzione del tessuto economico e sociale del Paese, quindi ben poche risorse vennero destinate all'organizzazione dei Giochi. Infatti, i Giochi vennero ribattezzati "i Giochi dell'austerità" (The Austerity Games, in inglese).
Il cibo e il vestiario erano ancora soggetti a razionamento nel Regno Unito, ma agli atleti vennero concesse razioni di cibo più consistenti, raggiungendo le 5500 cal circa invece delle normali 2600 cal. Inoltre, in pieno spirito olimpico, molti Paesi supportarono i britannici con provviste alimentari: la Danimarca rifornì con circa 160 000 uova, l'Irlanda con 5 000 uova, la Cecoslovacchia contribuì con 20 000 bottiglie di acqua minerale, mentre i Paesi Bassi mandarono un centinaio di tonnellate di frutta fresca e verdure. La federazione dei pescherecci britannici contribuì con circa 19 tonnellate di pesce.
Ulteriori difficoltà erano legati agli alloggi per gli atleti e gli ufficiali di gara. Viste le difficoltà economiche e logistiche, venne deciso di non costruire un villaggio olimpico specificatamente progettato per ospitare le delegazioni di atleti. Grazie ad accordi raggiunti tra il comitato organizzatore e il governo britannico, vennero individuati tre centri dove sistemare la maggior parte degli alloggi di atleti e ufficiali di gara: i campi della RAF presso Uxbridge e West Drayton, e l'ex-campo militare presso il Richmond Park. Altri alloggi vennero assegnati ad Aldershot, Torquay, Bisley ed Henley a quegli atleti e ufficiali di gara impegnati in competizioni organizzate fuori Londra. Ulteriori alloggi vennero distribuiti nell'area metropolitana londinese, soprattutto per le atlete. Nei termini dell'accordo col governo era previsto che non venissero pagati affitti per questi alloggi, ma che qualsiasi lavoro a carattere provvisorio sugli alloggi fosse a carico del comitato organizzatore.
I Giochi olimpici di Londra del 1948 furono, per la prima volta nella storia delle Olimpiadi, trasmessi in tutta l'Inghilterra dalla televisione, diversamente dai Giochi di Berlino 1936, la trasmissione dei quali era limitata a determinati teatri.

### Sedi di gara

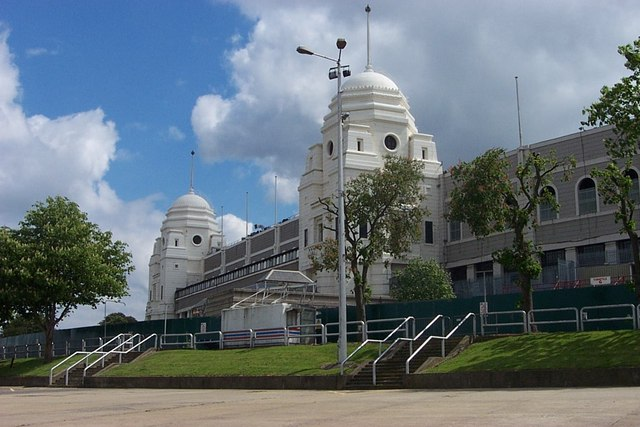
Il vecchio Wembley Stadium, che è stato demolito nel 2002 e rimpiazzato da una nuova struttura

Anche la scelta delle sedi di gara venne guidate dalle ridotte disponibilità economiche: le gare di canottaggio si svolsero nel Tamigi, le gare su strada di ciclismo trovarono posto nell'ampio parco di Windsor. Fu, inoltre, costruita una pista di atletica nello stadio di Wembley, spargendo circa 800 tonnellate di cenere lungo il tracciato di corsa. Al di fuori dall'area metropolitana londinese si svolsero le gare di canoa, di canottaggio, di equitazione, di tiro, di vela e alcune partite di calcio. Vennero introdotti per la prima volta nella storia dei Giochi moderni i blocchi di partenza per gli atleti nelle gare di velocità e per la prima volta le competizioni di nuoto vennero disputate al coperto, presso l'Empire Pool.
Londra
- Stadio di Wembley - cerimonie di apertura e chiusura, atletica, calcio, equitazione (salto, concorso), hockey su prato
- Arsenal Stadium, Highbury - calcio
- Craven Cottage, Fulham - calcio
- Selhurst Park, South Norwood - calcio
- Lynn Road, Ilford - calcio
- Griffin Park, Brentford - calcio
- Champion Hill, Dulwich - calcio
- White Hart Lane, Tottenham - calcio
- Green Pond Road, Walthamstow - calcio
- Herne Hill Velodrome, nel distretto di Herne Hill - ciclismo su pista
- Windsor Great Park - ciclismo su strada
- Earls Court Exhibition Centre - ginnastica, lotta, pugilato (preliminari), sollevamento pesi
- Lyons' Sports Club, Sudbury - hockey su prato
- Guinness Sports Club, Park Royal - hockey su prato
- Polytechnic, Chiswick - hockey su prato
- Empire Pool - nuoto, pugilato, tuffi
- Harringay Arena, nel quartiere di Harringay - pallacanestro
- Finchley Lido, Finchley - pallanuoto
- Wembley Palace of Engineering - scherma

fuori Londra
- Fratton Park, Portsmouth - calcio
- Goldstone Ground, Brighton - calcio
- The Straight Course, Henley-on-Thames - canoa, canottaggio
- Tweseldown Racecourse, Aldershot - equitazione (dressage), pentathlon moderno (equitazione, scherma, nuoto)
- Reale accademia militare di Sandhurst, Sandhurst - pentathlon moderno (corsa)
- Ranges National Rifle Association, Bisley - pentathlon moderno (tiro), tiro
- area portuale di Torquay/Torbay - vela

## I Giochi

### Paesi partecipanti

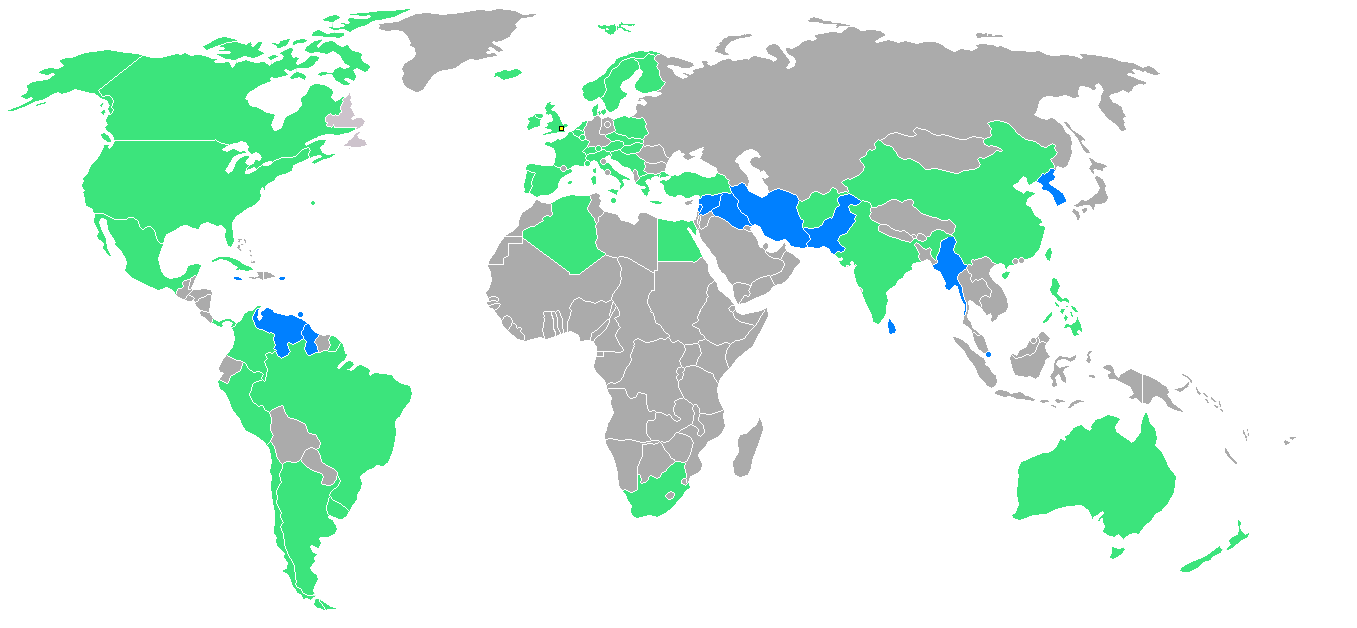
Comitati olimpici partecipanti.

Gli esiti della seconda guerra mondiale incisero sulla partecipazione ai Giochi e sugli inviti che vennero inviati ai vari comitati olimpici. Sfruttando l'assenza di un governo - sia politico che sportivo - in Germania, Paese lacerato e diviso dal conflitto, Edström decise che non era possibile recapitare un invito ai tedeschi per la partecipazione alle Olimpiadi; analoga decisione venne presa per il Giappone. Un diverso trattamento venne riservato ai comitati olimpici di altri Paesi usciti sconfitti dal conflitto mondiale: Austria, Bulgaria, Italia, Romania e Ungheria ricevettero l'invito, ma solamente austriaci, italiani e ungheresi inviarono i propri atleti. L'Unione Sovietica ricevette un invito per la partecipazione, ma decise di non partecipare. Il neonato Stato di Israele non venne invitato dal CIO ufficialmente perché non aveva ancora un comitato olimpico.
La partecipazione fu molto elevata nonostante i postumi della guerra: più di 4 104 atleti, dei quali 390 donne, in rappresentanza di 59 nazioni. Parteciparono per la prima volta i comitati olimpici di 14 Paesi: Birmania, Ceylon, Corea del Sud, Giamaica, Guyana britannica, Iran, Iraq, Libano, Pakistan, Porto Rico, Singapore, Siria, Trinidad e Tobago e Venezuela.
Tra parentesi, il numero di atleti partecipanti.
- Afghanistan (25)
- Argentina (199)
- Australia (75)
- Austria (144)
- Belgio (152)
- Bermuda (12)
- Birmania (4)
- Brasile (70)
- Canada (118)
- Cecoslovacchia (87)
- Ceylon (7)
- Cile (54)
- Colombia (6)
- Corea del Sud (46)
- Cuba (53)
- Danimarca (162)
- Egitto (85)
- Filippine (26)
- Finlandia (129)
- Francia (316)
- Giamaica (13)
- Gran Bretagna (404)
- Grecia (61)
- Guyana britannica (4)
- India (79)
- Iran (36)
- Iraq (4)
- Irlanda (73)
- Islanda (20)
- Italia (213)
- Jugoslavia (90)
- Libano (8)
- Liechtenstein (2)
- Lussemburgo (45)
- Malta (1)
- Messico (88)
- Monaco (4)
- Norvegia (81)
- Nuova Zelanda (7)
- Paesi Bassi (149)
- Pakistan (35)
- Panama (1)
- Perù (41)
- Polonia (37)
- Porto Rico (9)
- Portogallo (48)
- Repubblica di Cina (31)
- Singapore (1)
- Siria (1)
- Spagna (65)
- Stati Uniti (300)
- Sudafrica (35)
- Svezia (181)
- Svizzera (186)
- Trinidad e Tobago (5)
- Turchia (58)
- Ungheria (129)
- Uruguay (61)
- Venezuela (1)

### Discipline
Rispetto ai Giochi di Berlino 1936 il numero di discipline passò da 21 a 19, per la mancata inclusione nel programma olimpico del polo, che non venne più riproposto ai Giochi olimpici, e della pallamano, che tornò nel programma solo a Monaco 1972. Si trattò, inoltre, dell'ultima edizione nella quale erano presenti dei "concorsi d'arte" (architettura, letteratura, pittura, musica e scultura). Il lacrosse venne incluso nel programma olimpico come sport dimostrativo, senza che l'assegnazione delle medaglie avesse valore a livello di medagliere generale.
Tra le competizioni femminili vennero introdotti i 200 metri piani, il salto in lungo e il getto del peso nelle gare di atletica leggera e il K1 500 metri nelle gare di kayak. Tra le competizioni maschili venne introdotta la categoria dei pesi mosca e modificati i limiti di peso nelle gare di nella lotta, mentre nelle gare di vela vennero abbandonate le classi O-Jolle e da 8 metri e vennero introdotte le classi firefly, swallow e dragone.
Il programma delle olimpiadi estive 1948 ha previsto 19 sport per un totale di 23 discipline divise in 136 eventi che assegnavano le medaglie.
| Disciplina                                                  | Maschile | Femminile | Totali |
| ----------------------------------------------------------- | -------- | --------- | ------ |
| Atletica leggera                                            | 24       | 9         | 33     |
| Calcio                                                      | 1        |           | 1      |
| Canoa/kayak                                                 | 8        | 1         | 9      |
| Canottaggio                                                 | 7        |           | 7      |
| Ciclismo - Ciclismo su pista - Ciclismo su strada           | 6 4 2    |           | 6 4 2  |
| Equitazione - Concorso completo - Dressage - Salto ostacoli | 6 2      |           | 6 2    |
| Ginnastica                                                  | 8        | 1         | 9      |
| Hockey su prato                                             | 1        |           | 1      |
| Lotta - Lotta libera - Lotta greco-romana                   | 16 8     | ⠀         | 16 8   |

| Disciplina         | Maschile | Femminile | Totali |
| ------------------ | -------- | --------- | ------ |
| Nuoto              | 6        | 5         | 11     |
| Pallacanestro      | 1        |           | 1      |
| Pallanuoto         | 1        |           | 1      |
| Pentathlon moderno | 1        |           | 1      |
| Pugilato           | 8        |           | 8      |
| Scherma            | 6        | 1         | 7      |
| Sollevamento pesi  | 6        |           | 6      |
| Tiro               | 4        |           | 4      |
| Tuffi              | 2        | 2         | 4      |
| Vela               | 5        |           | 5      |
| Totale (19 sport)  | 117      | 19        | 136    |

### Calendario degli eventi
| ● | Cerimonia d'apertura | ● | Competizioni |  | Finali | ● | Cerimonia di chiusura |

| Luglio/Agosto           | Gio | Ven | Sab | Dom | Lun | Mar | Mer | Gio | Ven | Sab | Dom | Lun | Mar | Mer | Gio | Ven | Sab | Totale |
| Luglio/Agosto           | 29  | 30  | 31  | 01  | 02  | 03  | 04  | 05  | 06  | 07  | 08  | 09  | 10  | 11  | 12  | 13  | 14  | Totale |
| ----------------------- | --- | --- | --- | --- | --- | --- | --- | --- | --- | --- | --- | --- | --- | --- | --- | --- | --- | ------ |
| Cerimonia d'apertura    | ●   |     |     |     |     |     |     |     |     |     |     |     |     |     |     |     |     |        |
| Atletica leggera        |     | 3   | 6   |     | 5   | 3   | 5   | 2   | 3   | 6   |     |     |     |     |     |     |     | 33     |
| Calcio                  |     |     | ●   |     | ●   |     |     | ●   |     |     |     |     | ●   | ●   |     | 1   |     | 1      |
| Canoa/kayak             |     |     |     |     |     |     |     |     |     |     |     |     |     | 4   | 5   |     |     | 9      |
| Canottaggio             |     |     |     |     |     |     |     | ●   | ●   | ●   |     | 7   |     |     |     |     |     | 7      |
| Ciclismo                |     |     |     |     |     |     |     |     |     | ●   |     | 2   |     | 2   |     | 2   |     | 6      |
| Equitazione             |     |     |     |     |     |     |     |     |     |     |     | ●   | 2   | ●   | ●   | 2   | 2   | 6      |
| Ginnastica              |     |     |     |     |     |     |     |     |     |     |     |     |     |     | ●   | 8   | 1   | 9      |
| Hockey su prato         |     |     | ●   |     | ●   | ●   | ●   | ●   | ●   | ●   |     | ●   |     |     | 1   | ●   |     | 1      |
| Lacrosse (dimostrativo) |     |     |     |     |     |     |     | ●   |     |     |     |     |     |     |     |     |     | 0      |
| Lotta                   | ●   | ●   | 8   |     |     | ●   | ●   | ●   | 8   |     |     |     |     |     |     |     |     | 16     |
| Nuoto                   |     | ●   | 1   |     | 1   | 2   | 1   | 1   | 2   | 3   |     |     |     |     |     |     |     | 11     |
| Pallacanestro           |     |     | ●   |     | ●   | ●   | ●   | ●   | ●   |     |     | ●   |     | ●   | ●   | 1   |     | 1      |
| Pallanuoto              | ●   | ●   | ●   | ●   | ●   | ●   | ●   | ●   | ●   | 1   |     |     |     |     |     |     |     | 1      |
| Pentathlon moderno      |     | ●   | ●   |     | ●   | ●   | 1   |     |     |     |     |     |     |     |     |     |     | 1      |
| Pugilato                |     |     |     |     |     |     |     |     |     | ●   |     |     | ●   | ●   | ●   | 8   |     | 8      |
| Scherma                 |     | ●   | 1   |     | 1   | ●   | 1   | ●   | 1   | ●   |     | 1   | ●   | 1   | ●   | 1   |     | 7      |
| Sollevamento pesi       |     |     |     |     |     |     |     |     |     |     |     | 2   | 2   | 2   |     |     |     | 6      |
| Tiro                    |     |     |     |     | 1   | 1   | 1   | ●   | 1   |     |     |     |     |     |     |     |     | 4      |
| Tuffi                   |     | ●   | 1   |     | ●   | 1   | ●   | 1   | 1   |     |     |     |     |     |     |     |     | 4      |
| Vela                    |     |     |     |     |     | ●   | ●   | ●   | ●   |     |     |     | ●   | ●   | 5   |     |     | 5      |
| Cerimonia di chiusura   |     |     |     |     |     |     |     |     |     |     |     |     |     |     |     |     | ●   |        |
| Finali                  |     | 3   | 17  | 0   | 8   | 7   | 9   | 4   | 16  | 10  | 0   | 12  | 4   | 9   | 11  | 23  | 3   | 136    |

### Cerimonia di apertura

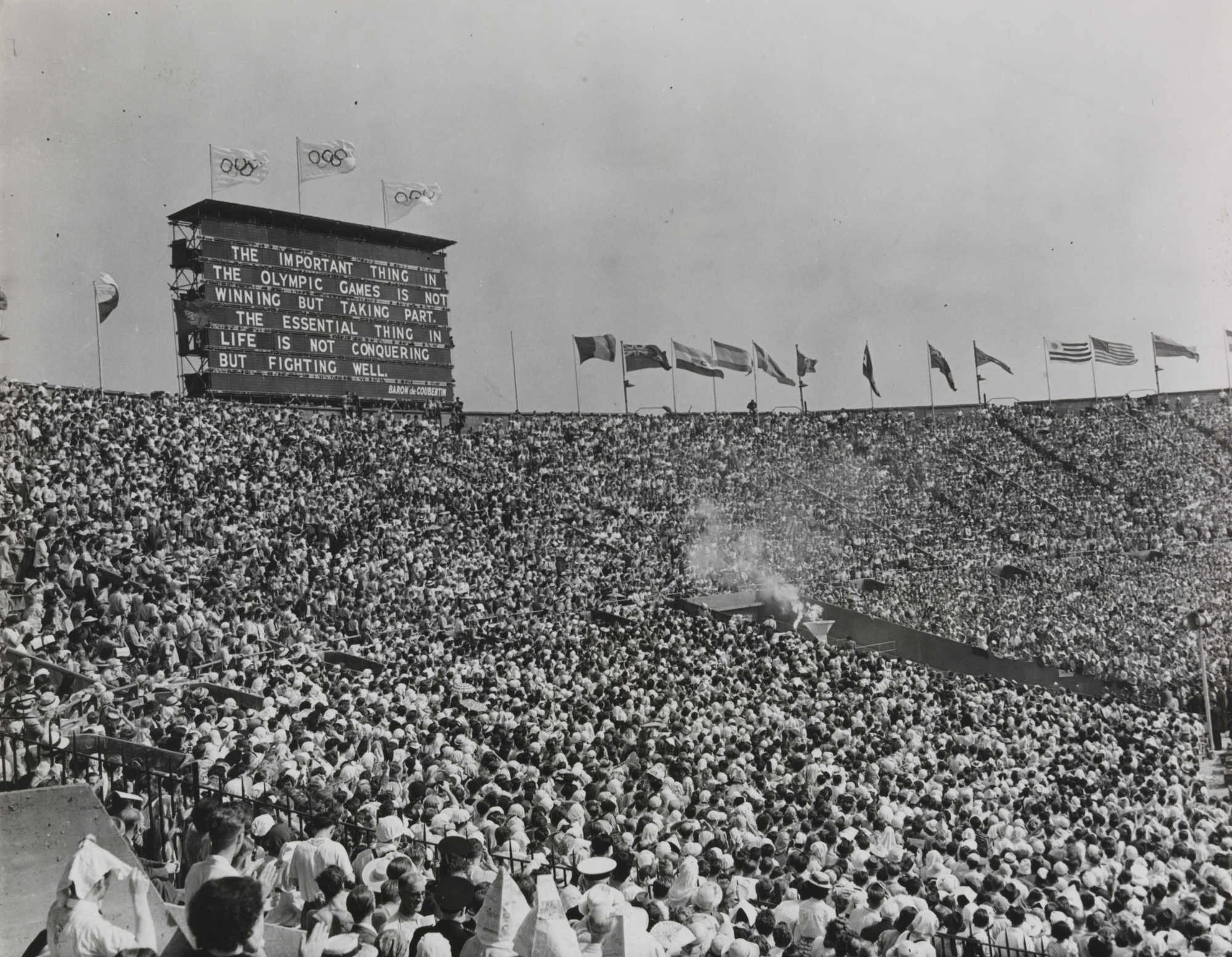
La cerimonia di apertura dei Giochi olimpici allo stadio di Wembley

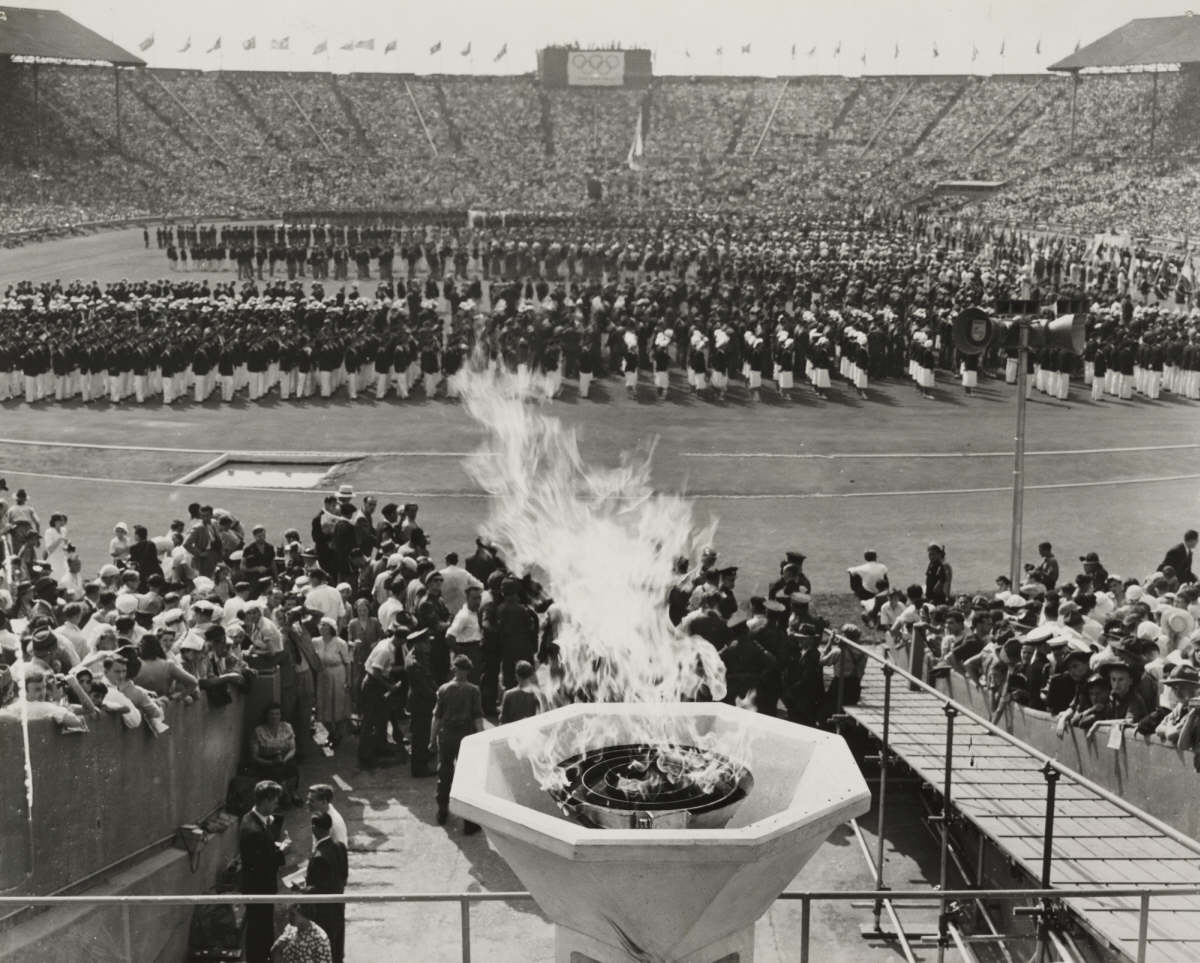
Il braciere olimpico e gli atleti schierati nel corso della cerimonia di apertura

La cerimonia di apertura dei Giochi della XIV Olimpiade si svolse il 29 luglio 1948 presso lo stadio di Wembley. Alle 14 la banda dell'esercito iniziò a suonare allo stadio davanti agli 80 000 spettatori. Alle 14:35 iniziarono a prendere posto sul campo davanti al palco reale i membri del CIO e del comitato organizzatore, mentre alle 14:45 arrivarono il re Giorgio VI e la regina Elisabetta con altri membri della famiglia reale. Alle 15 ebbe inizio la sfilata degli atleti: come da tradizione, la sfilata venne aperta dalla rappresentativa greca, in omaggio al Paese in cui si svolgevano le Olimpiadi antiche, e fu conclusa dalla delegazione del Regno Unito, in qualità di Paese ospitante, mentre le altre delegazioni sfilarono in ordine alfabetico secondo le rispettive denominazioni in lingua inglese. Le delegazioni si disposero sul campo da gioco in modo tale che la delegazione greca fosse al fianco destro del palco reale e la delegazione britannica fosse alla sinistra del palco reale.
Alle 4 del pomeriggio re Giorgio VI dichiarò ufficialmente aperti i Giochi della XIV Olimpiade: 2 500 piccioni furono liberati nell'aria, la bandiera olimpica fu innalzata e la Royal Horse Artillery sparò 21 colpi di cannone. Nel frattempo, John Mark, ultimo tedoforo, salì i gradini del braciere olimpico, salutò la folla e accese la fiamma olimpica. Successivamente, Don Finlay, ostacolista della delegazione britannica, nonché pilota della RAF durante la seconda guerra mondiale, pronunciò il giuramento olimpico a nome di tutti gli atleti partecipanti.
La cerimonia di apertura venne trasmessa in diretta televisiva della BBC, così come vari eventi sportivi della manifestazione. La BBC pagò circa 1 000 sterline per i diritti di trasmissione.

### Avvenimenti principali

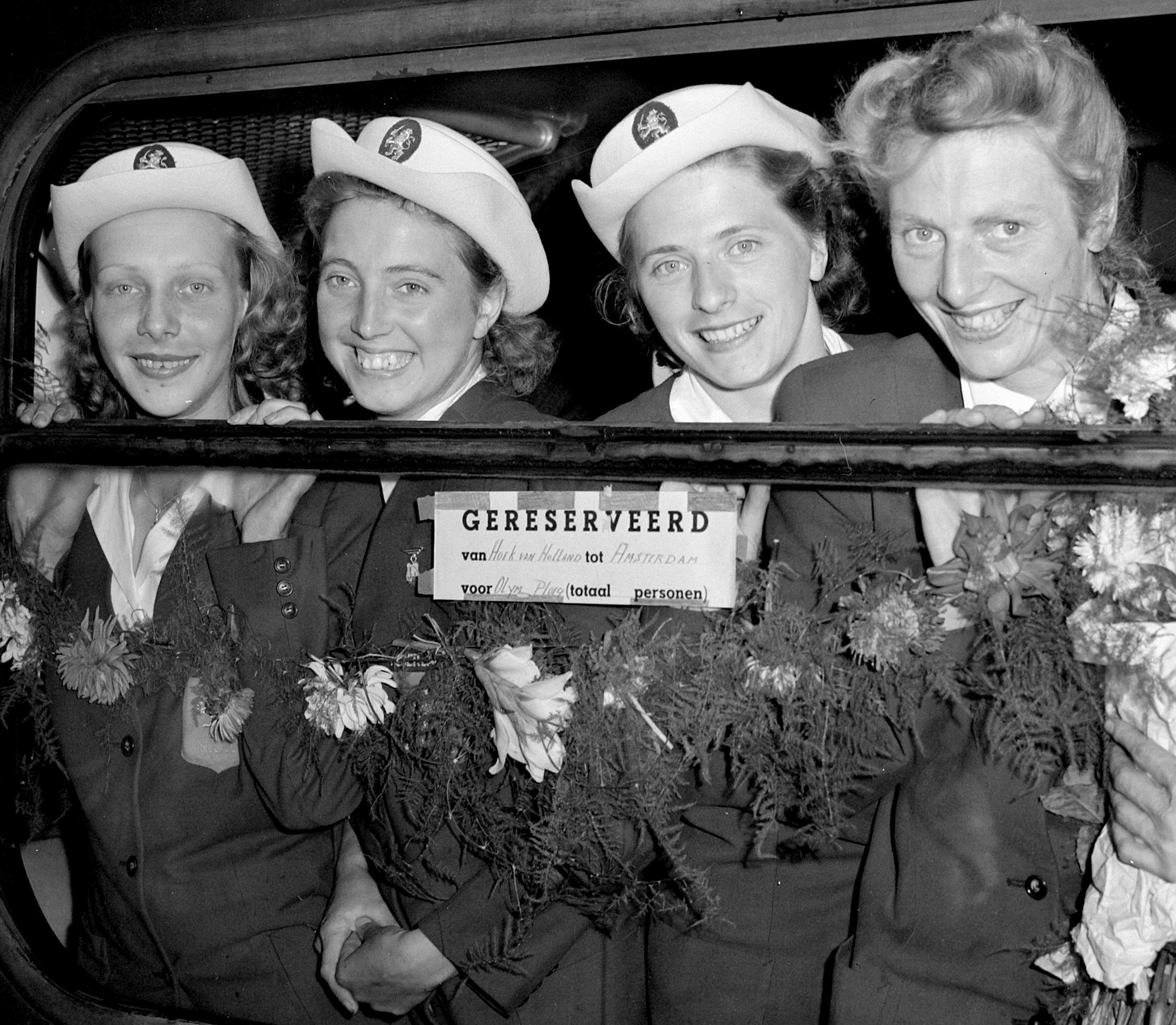
Fanny Blankers-Koen (sulla destra) assieme alle compagne della staffetta 4x100 m.

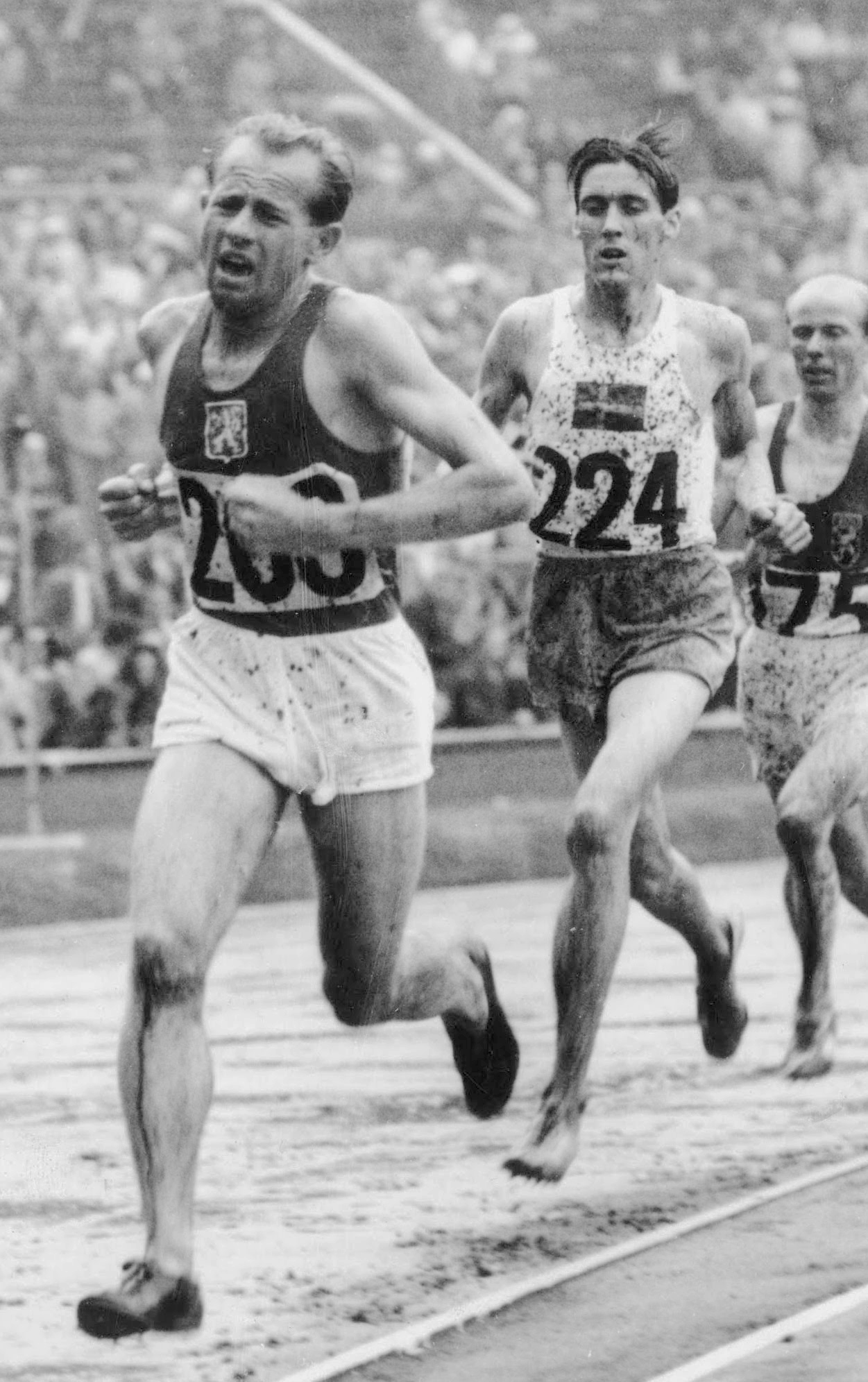
Emil Zátopek, seguito da Erik Ahldén.

Nonostante le difficoltà nell'organizzazione e nella preparazione ai Giochi, i risultati tecnici furono tutt'altro che modesti, visto vennero migliorati nove primati olimpici nell'atletica leggera e otto nel nuoto, sia in campo maschile sia in quello femminile.
La protagonista dei Giochi fu Fanny Blankers-Koen, velocista olandese, soprannominata la mammina volante, che vinse 4 medaglie d'oro in altrettante gare di atletica leggera: 100 metri, 200 metri, 80 metri ostacoli e staffetta 4×100 metri. Nonostante detenesse anche i record mondiali nel salto in lungo e nel salto in alto, non poté partecipare anche a queste gare perché il regolamento non consentiva la partecipazione a più di tre gare individuali. Dopo aver vinto l'oro nei 100 metri, vinse l'oro e segnò il record mondiale negli 80 metri ostacoli al fotofinish e nei 200 metri, per poi portare alla vittoria nell'ultima frazione la staffetta 4x100 con un decimo di vantaggio sulle australiane. Al suo ritorno nei Paesi Bassi venne accolta trionfalmente e le venne regalata una bicicletta dalla gente di Amsterdam.
Audrey Patterson divenne la prima atleta statunitense afroamericana a vincere una medaglia ai Giochi olimpici, il bronzo nei 200 metri, mentre il giorno dopo Alice Coachman divenne la prima atleta statunitense afroamericana a vincere una medaglia d'oro, nonché unica atleta donna statunitense a vincere una medaglia d'oro a Londra.
Anche nelle gare maschili l'atletica leggera regalò gare emozionanti. Nei 400 metri piani la vittoria andò al giamaicano Arthur Wint, che superò il connazionale Herb McKenley, da tutti considerato il principale favorito, e divenendo il primo atleta giamaicano a vincere una medaglia d'oro. Lo stesso Wint conquistò la medaglia d'argento negli 800 metri, vinti dallo statunitense Mal Whitfield. Il mezzofondista cecoslovacco Emil Zátopek conquistò la medaglia d'oro nei 10000 metri piani e la medaglia d'argento nei 5000 metri piani, conquistando la folla sia per la sua personalità sia per il continuo ansimare nel corso delle gare, e costringendo al ritiro dalla gara il primatista mondiale della specialità, il finlandese Viljo Heino. La medaglia d'oro nel decathlon venne vinta dallo statunitense Bob Mathias, un diciassettenne che aveva cominciato a praticare la disciplina solo 4 mesi prima dei Giochi e che divenne il più giovane campione olimpico nella storia dell'atletica leggera. Nella gara del lancio del disco i primi due posti sul podio vennero occupati dagli italiani Adolfo Consolini e Giuseppe Tosi. Nella maratona il belga Étienne Gailly, che aveva affrontato dure esperienze nel corso della guerra, condusse la gara per larga parte, prima di essere ripreso; riuscì, in seguito, a riprendere la testa, entrando per primo nello stadio di Wembley, per poi crollare fisicamente e procedere al passo e barcollando, venendo superato prima dall'argentino Delfo Cabrera e poi dal britannico Tom Richards, ma riuscendo a conquistare la medaglia di bronzo.
Anche la scherma ebbe molto seguito a Londra e le gare vennero caratterizzate dalle sfide tra francesi, italiani e ungheresi. La gara di fioretto a squadre vide la squadra francese superare all'ultimo assalto la squadra italiana, guidata da Edoardo Mangiarotti. Il torneo di calcio venne vinto dalla Svezia, che poteva schierare calciatori quali Gunnar Gren, Nils Liedholm e i fratelli Bertil, Gunnar e Knut Nordahl. Nell'hockey su prato il titolo di campione olimpico andò all'India, che conquistò così la sua prima medaglia d'oro come stato indipendente, superando in finale i padroni di casa e precedenti colonizzatori della Gran Bretagna.
Le gare di nuoto vennero dominati dagli atleti statunitensi, ma la vera sorpresa arrivò nei 100 metri stile libero femminili, dove la vittoria andò alla danese Greta Andersen, che negli anni successivi divenne professionista e attraversò il canale della Manica per sei volte, stabilendo vari record. Nella pallanuoto la medaglia d'oro andò all'Italia, che nel girone finale superò i rivali dell'Ungheria, sconfitti per 4-3 in uno dei mini-gironi nei quali era stato organizzato il torneo.
Nel tiro la competizione di pistola da 25 metri venne vinta dall'ungherese Károly Takács, il quale aveva sofferto un grave incidente prima della guerra, quando in un'esercitazione l'esplosione di una granata gli dilaniò la mano destra, costringendolo ad allenare la mano sinistra per poter riprendere le competizioni.
Inoltre, la francese Micheline Ostermeyer, che vinse due medaglie d'oro nell'atletica leggera, divenne in seguito una nota pianista; mentre l'italiano Ottavio Missoni, sesto nella gara dei 400 metri ostacoli, divenne poi famoso nel mondo per la casa di moda fondata assieme alla moglie. Nella vela la competizione della classe Star vide le medaglie d'oro e d'argento vinte da due coppie di padre e figlio, mentre nell'equitazione la squadra svedese dovette restituire l'oro nel dressage perché un suo cavaliere, Genhall Persson era un sottufficiale, grado insufficiente per partecipare alle competizioni. Si registrò anche la prima defezione a scopo politico: la cecoslovacca Maria Provanziková, allenatrice della squadra di ginnastica, si rifiutò di tornare in patria, denunciando la mancanza di libertà.

### Cerimonia di chiusura
La cerimonia di chiusura si svolse il 14 agosto 1948, sempre allo stadio di Wembley. Seguendo il precedente dei Giochi di Los Angeles 1932, venne deciso di usare dei portatori per le bandiere e per i nomi dei Paesi, invece dei rappresentanti delle singole delegazioni, perché molti degli atleti erano già ripartiti prima della cerimonia di chiusura. La cerimonia prese il via verso le 18, dopo la conclusione delle gare di equitazione, che si erano tenute sul campo da gioco dello stadio. Il presidente del CIO, Sigfrid Edström, tenne il discorso di chiusura, seguito dallo spegnimento del fuoco olimpico. La bandiera olimpica venne ammainata e consegnata al Lord sindaco di Londra, affinché la conservasse fino ai successivi Giochi di Helsinki 1952.

## Medagliere

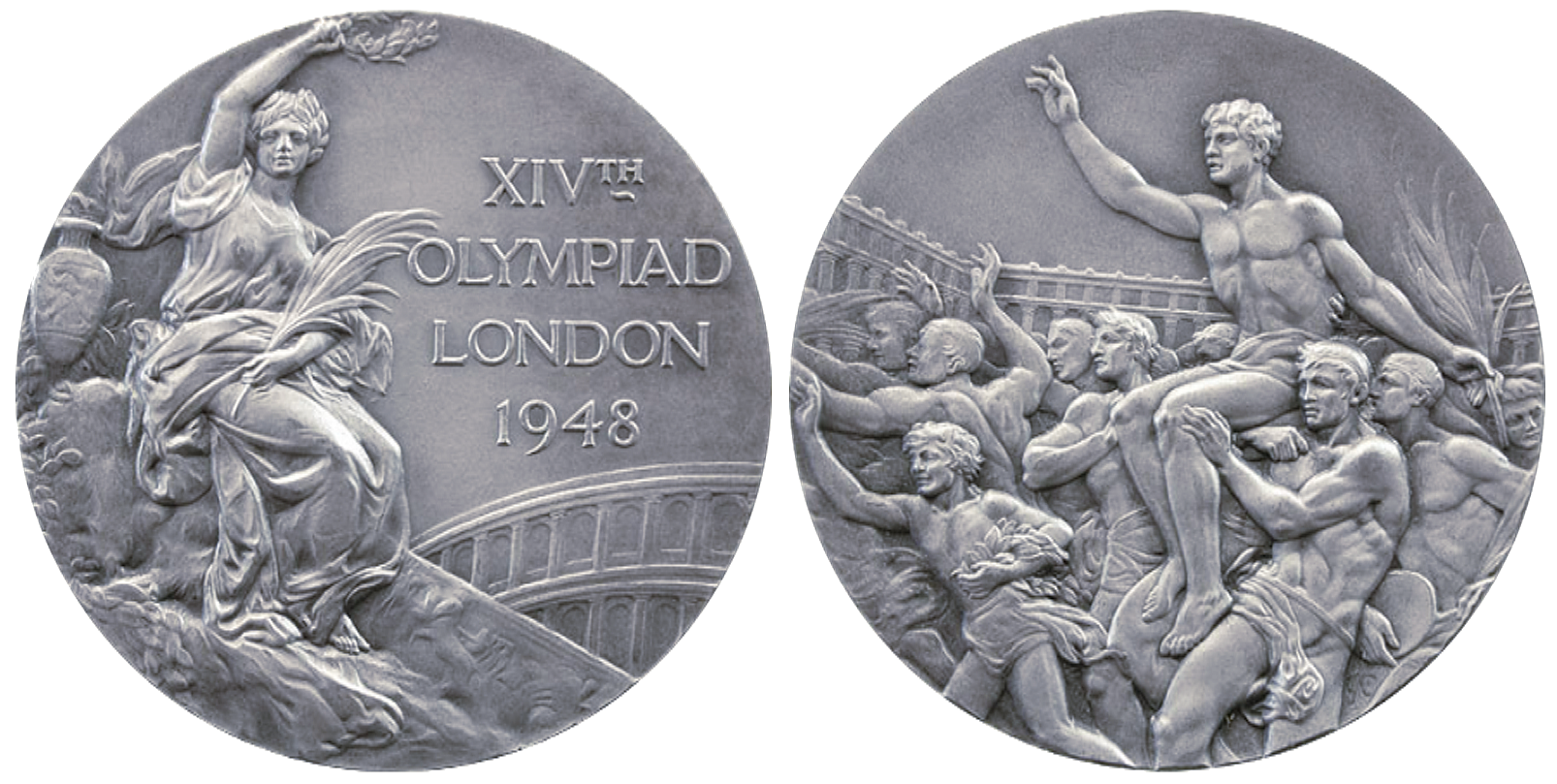
Fronte e retro della medaglia d'argento delle Olimpiadi del 1948.

Le medaglie assegnate nel corso dei Giochi di Londra 1948 furono realizzate seguendo lo stesso stile delle medaglie consegnate dai Giochi di Amsterdam 1928 in poi: disegnate dall'artista fiorentino Giuseppe Cassioli, esse recavano sul recto la dea della vittoria con una palma nella mano sinistra e la corona del vincitore nella mano destra, mentre sul verso era presente un campione olimpico portato in trionfo dalla folla.
Rispetto all'XI Olimpiade, aumentò il numero di delegazioni che conquistò almeno una medaglia (37 rispetto a 32) e aumentò anche il numero di delegazioni che conquistarono almeno una medaglia d'oro (23 rispetto a 21). Anche grazie anche all'assenza della delegazione tedesca, che aveva avuto un exploit ai Giochi del 1936, la delegazione degli Stati Uniti conquistò il maggior numero di medaglie (84) e il maggior numero di medaglie d'oro (38).
Tra le delegazioni che incrementarono il numero di medaglie conquistate vi furono la Svezia, che passò da 6 a 16 ori e raddoppiò il numero di medaglie vinte, e la Turchia, che passò da 1 a 6 ori e da 2 a 12 medaglie vinte.
I padroni di casa della Gran Bretagna conquistarono 23 medaglie, delle quali solo 3 d'oro.
La delegazione italiana si piazzò al quinto posto nel medagliere con 8 medaglie d'oro conquistate, tante quante ne aveva vinte nei precedenti Giochi, ma con un maggior numero di medaglie complessivamente vinte (27 rispetto alle 22 del 1936).
Tra le delegazioni esordienti vinsero una medaglia d'oro la Giamaica e l'India.
  Paese ospitante
| Pos.   | Paese             | Oro | Argento | Bronzo | Totale |
| ------ | ----------------- | --- | ------- | ------ | ------ |
| 1      | Stati Uniti       | 38  | 27      | 19     | 84     |
| 2      | Svezia            | 16  | 11      | 17     | 44     |
| 3      | Francia           | 10  | 6       | 13     | 29     |
| 4      | Ungheria          | 10  | 5       | 12     | 27     |
| 5      | Italia            | 8   | 11      | 8      | 27     |
| 6      | Finlandia         | 8   | 7       | 5      | 20     |
| 7      | Turchia           | 6   | 4       | 2      | 12     |
| 8      | Cecoslovacchia    | 6   | 2       | 3      | 11     |
| 9      | Svizzera          | 5   | 10      | 5      | 20     |
| 10     | Danimarca         | 5   | 7       | 8      | 20     |
| 11     | Paesi Bassi       | 5   | 2       | 9      | 16     |
| 12     | Gran Bretagna     | 3   | 14      | 6      | 23     |
| 13     | Argentina         | 3   | 3       | 1      | 7      |
| 14     | Australia         | 2   | 6       | 5      | 13     |
| 15     | Belgio            | 2   | 2       | 3      | 7      |
| 16     | Egitto            | 2   | 2       | 1      | 5      |
| 17     | Messico           | 2   | 1       | 2      | 5      |
| 18     | Sudafrica         | 2   | 1       | 1      | 4      |
| 19     | Norvegia          | 1   | 3       | 3      | 7      |
| 20     | Giamaica          | 1   | 2       | 0      | 3      |
| 21     | Austria           | 1   | 0       | 3      | 4      |
| 22     | India             | 1   | 0       | 0      | 1      |
| 22     | Perù              | 1   | 0       | 0      | 1      |
| 24     | Jugoslavia        | 0   | 2       | 0      | 2      |
| 25     | Canada            | 0   | 1       | 2      | 3      |
| 26     | Portogallo        | 0   | 1       | 1      | 2      |
| 26     | Uruguay           | 0   | 1       | 1      | 2      |
| 28     | Ceylon            | 0   | 1       | 0      | 1      |
| 28     | Cuba              | 0   | 1       | 0      | 1      |
| 28     | Spagna            | 0   | 1       | 0      | 1      |
| 28     | Trinidad e Tobago | 0   | 1       | 0      | 1      |
| 32     | Corea del Sud     | 0   | 0       | 2      | 2      |
| 32     | Panama            | 0   | 0       | 2      | 2      |
| 34     | Brasile           | 0   | 0       | 1      | 1      |
| 34     | Iran              | 0   | 0       | 1      | 1      |
| 34     | Polonia           | 0   | 0       | 1      | 1      |
| 34     | Porto Rico        | 0   | 0       | 1      | 1      |
| Totale | Totale            | 138 | 135     | 138    | 411    |